# The Icarus Line
The Icarus Line est un groupe américain de rock, originaire de Los Angeles.

## Membres
Le groupe est actuellement composé de :
- chant : Joe Cardamone
- basse : Alvin DeGuzman
- batterie : Jeff Watson

Parmi les anciens membres :
- guitare : Aaron North (qui a joué avec Nine Inch Nails et qui joue maintenant dans son groupe, Jubilee)